# 托马·默尼耶
托马·安德烈·A·麥尼爾（法語：Thomas André A. Meunier，發音：[tɔ.mɑ mø.nje]；1991年9月12日—）是一位比利時足球運動員。在場上的位置是右閘，曾司職前鋒。現效力於法甲球隊里爾，比利時國家足球隊成員。曾參加2016年歐洲國家盃及2018年世界盃賽事。

## 俱樂部生涯

### 巴黎圣日耳曼
2016年7月3日，巴黎圣日耳曼宣布麥尼爾加盟俱乐部，合同为期四年。

### 多特蒙德
2021年1月16日，麥尼爾在主場對上梅因斯的比賽中踢進自己在多特蒙德的第一個進球，最終1-1平局。

## 榮譽

### 球會
皇家布魯日
- 比利時甲組聯賽A冠軍：2015-16賽季
- 比利時盃冠軍：2014-15賽季

 巴黎聖日耳曼
- 法國甲級足球聯賽冠軍：2017-18、2018-19、2019-20賽季
- 法國盃冠軍：2017-18賽季
- 法國聯賽盃冠軍：2016-17、2017-18賽季
- 法國超級盃冠軍：2016、2017、2019年

 多特蒙德
- 德國盃冠軍：2021年[3]

### 國家隊
比利時
- 國際足總世界盃季軍：2018年

### 個人
- 郭德福瓦榮譽獎：2016年